# Erik von Detten
Erik Thomas von Detten (San Diego, 3 ottobre 1982) è un attore statunitense.
Ha recitato nei film Pretty Princess (2001), American Girl (2002) e National Lampoon's Barely Legal (2003), che è stato distribuito in DVD all'inizio del 2006.

## Biografia
Erik von Detten è nato a San Diego, California. Suo padre è nato in Germania, mentre sua madre è una fotografa statunitense. Erik ha tre sorelle, Dolly, Britta e Andrea, e un fratello, Timothy.

## Filmografia

### Cinema
- Caro Babbo Natale (All I Want for Christmas), regia di Robert Lieberman (1991)
- Il cane e il poliziotto (Top Dog), regia di Aaron Norris  (1995)
- Toy Story - Il mondo dei giocattoli (Toy Story), regia di John Lasseter (1995) (voce)
- Amanda, regia di Bobby Roth (1996)
- Hercules, regia di John Musker e Ron Clements (1997) (voce)
- Ci pensa Beaver (Leave It to Beaver), regia di Andy Cadiff (1997)
- Replacing Dad come Drew (1999)
- Tarzan, regia di Kevin Lima e Chris Buck (1999) (voce)
- Ricreazione - La scuola è finita (Recess: School's Out), regia di Chuck Sheetz (2001) (voce)
- Pretty Princess, regia di Garry Marshall (2001)
- American Girl (2002)
- Celebrity Mole Hawaii (2003)
- Barely Legal - Doposcuola a luci rosse (National Lampoon's Barely Legal), regia di David Mickey Evans (2003)
- Smile (2005)
- Toy Story 3 - La grande fuga (Toy Story 3), regia di Lee Unkrich (2010) (voce)

### Televisione
- Il tempo della nostra vita (1992-1993)
- Night Sins (1993) - Film TV
- In the Best of Families: Marriage, Pride & Madness (1994)
- Aaahh!!! Real Monsters – serie TV animata,  (1994)
- A Season of Hope (1995) - Film TV
- In the Line of Duty: Kidnapped (1995) - Film TV
- The Pinocchio Shop - serie TV, 78 episodi (1995-1997)
- La montagna della strega (1995) - Film TV
- E.R. - Medici in prima linea (ER) – serie TV, 1 episodio (1995)
- The Bug Hunt (1996) - Film TV
- La vita con Louie – serie TV animata,  (1996)
- A Stranger to Love (1996) - Film TV
- Mr. Rhodes - serie TV, 1 episodio (1996)
- Settimo cielo (7th Heaven) - serie TV,  (1996)
- Christmas Every Day – film TV (1996)
- Things That Go Bump – film TV (1996)
- Meego - serie TV, 1 episodio (1997)
- Toy Story Treats (1997) (voce)
- Ricreazione (1997-2001) (voce)
- You Wish – serie TV, 1 episodio (1998)
- Brink! Sfida su rotelle (Brink!), regia di Greg Beeman – film TV (1998)
- La famiglia della giungla (serie animata) (1998-) (voce)
- Replacing Dad (1999) - Film TV
- Odd Man Out - serie TV, 1 episodio (1996)
- So Weird - Storie incredibili (So Weird) – serie TV, 13 episodi (1999-2001)
- As Told by Ginger (2001) (voce)
- Raising Dad – serie TV, 1 episodio (2001)
- La leggenda di Tarzan - serie TV, 4 episodi (2001) (voce)
- Sagwa - serie animata, (2001-2002) (voce)
- Do Over - serie TV (2002)
- Dinotopia – serie TV (2002-2003)
- Law & Order - Unità vittime speciali (Law & Order: Special Victims Unit) – serie TV, 1 episodio (2003)
- Streghe (Charmed) – serie TV, 1 episodio (2003)
- 8 semplici regole (8 Simple Rules) – serie TV, 1 episodio (2004)
- Selvaggi (Complete Savages) – serie TV, 19 episodi (2004-2005)
- Malcolm – serie TV, 1 episodio (2005)
- Brandy & Mr. Whiskers - serie animata, (2006) (voce)
- Girl, Positive, regia di Peter Werner – film TV (2007)
- Avatar - La leggenda di Aang - serie animata, (2007) (voce)
- Bones – serie TV, 1 episodio (2008)
- I Griffin - serie animata (2009) (voce)

## Doppiatori italiani
Nelle versioni in italiano delle opere in cui ha recitato, Erik von Detten è stato doppiato da:
- Davide Lepore ne Ci pensa Beaver
- Alessio De Filippis ne Amanda
- Mirko Mazzanti ne Brink! Sfida su rotelle
- Stefano Crescentini ne So Weird - Storie incredibili
- Marco Vivio ne Dinotopia
- Emiliano Coltorti ne Selvaggi

Da doppiatore è sostituito da:
- Laura Lenghi in Toy Story - Il mondo dei giocattoli
- Fabrizio Vidale in Tarzan
- Nanni Baldini in Toy Story 3 - La grande fuga